# Brandone Francis
Brandone Edward Francis Ramírez (La Romana, 10 settembre 1994) è un cestista dominicano.

## Carriera
Con la Rep. Dominicana ha disputato i Giochi panamericani di Lima 2019.

## Statistiche

### College
| Anno      | Squadra         | PG  | PT | MP   | TC%  | 3P%  | TL%  | RP  | AP  | PRP | SP  | PP  |
| --------- | --------------- | --- | -- | ---- | ---- | ---- | ---- | --- | --- | --- | --- | --- |
| 2015-2016 | Florida Gators  | 29  | 2  | 10,8 | 20,2 | 16,9 | 53,8 | 1,0 | 0,5 | 0,3 | 0,0 | 2,0 |
| 2017-2018 | TTU Red Raiders | 37  | 1  | 15,3 | 43,6 | 38,4 | 44,0 | 1,9 | 0,8 | 0,4 | 0,1 | 5,1 |
| 2018-2019 | TTU Red Raiders | 38  | 1  | 24,1 | 37,2 | 33,3 | 66,7 | 2,4 | 1,4 | 0,8 | 0,2 | 6,5 |
| Carriera  | Carriera        | 104 | 4  | 17,2 | 35,8 | 31,4 | 56,8 | 1,8 | 0,9 | 0,5 | 0,1 | 4,7 |